# جوراج مینیچ
جوراج مینیچ (انگلیسی: Juraj Minčík؛ زادهٔ ۲۷ مارس ۱۹۷۷) قایقران کانو اهل اسلواکی است.